# Lew Czugajew
Lew Aleksandrowicz Czugajew (ur. 16 października 1873, zm. 23 września 1922) – rosyjski chemik, profesor chemii nieorganicznej w Petersburgu (na uniwersytecie od 1908 r., na politechnice od 1909 r.).
Zajmował się terpenami, związkami kompleksowymi, jeden z pionierów wykorzystania organicznych odczynników chemicznych do analizy chemicznej związków nieorganicznych. W 1905 r. odkrył i opisał czułą reakcję jonów niklu z dwumetyloglioksymem (tzw. odczynnik Czugajewa).
Opracował też metodę otrzymywania alkenów z alkoholi z użyciem zasadowego roztworu dwusiarczku węgla i jodku metylu, znaną obecnie jako eliminacja Czugajewa (lub reakcja Czugajewa):